# تپه خرابه‌ها
تپه خرابه‌ها مربوط به دوره اشکانیان -قرون میانه دوران‌های تاریخی پس از اسلام است و در شهرستان کمیجان، بخش میلاجرد، دهستان خسروبیگ، روستای محمودآباد واقع شده و این اثر در تاریخ ۲۶ اسفند ۱۳۸۶ با شمارهٔ ثبت ۲۲۰۷۱ به‌عنوان یکی از آثار ملی ایران به ثبت رسیده است.